# Івановка (Третьяковський район)
Іва́новка (рос. Ивановка) — селище у складі Третьяковського району Алтайського краю, Росія. Входить до складу Шипуніхинської сільської ради.

## Населення
Населення — 13 осіб (2010; 20 у 2002).
Національний склад (станом на 2002 рік):
- росіяни — 90 %